# Europahaven
De Europahaven is een zeehaven op de Rotterdamse Maasvlakte, en is een zijtak van het Beerkanaal. De Europahaven is aangelegd in de jaren tachtig toen Europe Container Terminals een terminal op de Maasvlakte opende.
Tegenwoordig is APM Terminals van de Maersk-groep aan de Europahaven gevestigd. De Maersk triple-E, een van de grootste containerschepen ter wereld (met een lengte van 400 meter) kan hier worden gelost en geladen.